# Hans Bethge
Hans Bethge (6 de Dezembro de 1890 - 17 de Março de 1918) foi um piloto alemão que combateu na Primeira Guerra Mundial. Abateu 20 aeronaves inimigas, o que fez dele um ás da aviação. Foi o piloto mais bem sucedido da Jasta 30.